# 中國—剛果共和國關係
中华人民共和国—刚果共和国关系（法語：Relations entre la Chine et la République du Congo）是指中华人民共和国與剛果共和國的外交關係。1964年2月22日，中华人民共和国與剛果共和國建交，此後兩國友好關係順利發展。2016年7月，两国建立全面战略合作伙伴关系。

## 历史

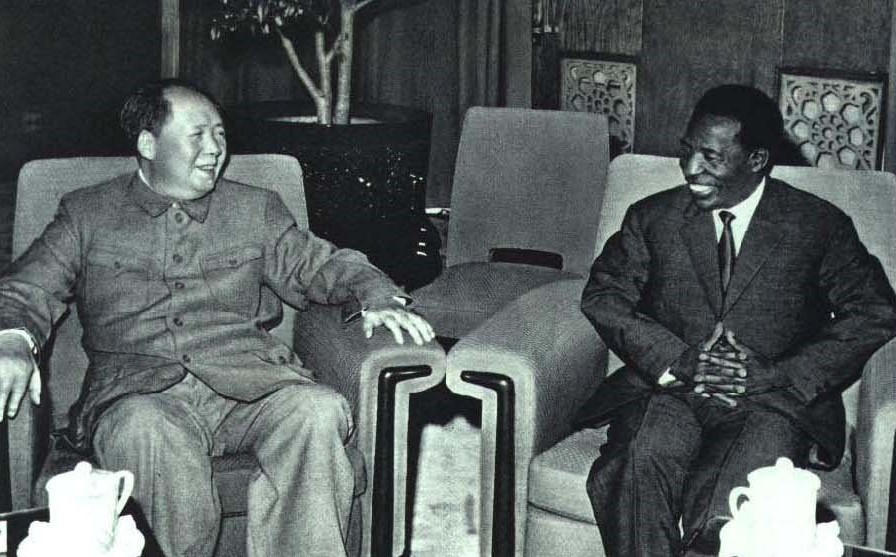
1964年9月29日，中国共产党主席毛泽东会见刚果总统阿方斯·马桑巴-代巴

19世纪的清朝典籍就曾提及以及位在今刚果共和国疆域内的刚果王国及罗安果王国，在魏源的《海国图志》中，刚果王国被称为“根峨”，而罗安果则被称为“銮峨”；而当时的《地理备考》等地理典籍也对刚果、罗安果两个王国有所提及。19世纪80年代，法兰西殖民帝国占领今刚果地区，成立法屬赤道非洲殖民地，1920年代，出于修筑刚果—大洋铁路的需要，殖民政府曾到中国广东招募华工，他们来到刚果后，在黑角、马永贝等地劳动，为铁路的建造通车做出了一定贡献；刚果民众也对华工印象深刻，并时常将他们居住过的姆巴穆岛称为“希纳”，亦即法语“中国”之意。
1960年，刚果共和国脱离法兰西殖民帝国独立，同年8月15日，中华人民共和国国务院总理周恩来致电祝贺，同日，中华人民共和国外交部长陈毅宣布中华人民共和国政府承认刚果共和国；不过，刚果共和国并没有立即与中华人民共和国建交，而是在1960年9月与退居到台湾的中华民国建立邦交，1963年，亲西方的刚果总统富尔贝·尤卢在八月革命中被馬桑巴-代巴推翻，馬桑巴-代巴出任总统后，主张发展与中华人民共和国的外交关系，刚果共和国最终于1964年2月22日与中华人民共和国建立邦交；并于同年4月17日与中华民国断交。
自邦交建立以来，中剛關係友好順利發展，馬桑巴-代巴更于建交当年的1964年9月出访中华人民共和国。1968年，亲共产主义的马里安·恩古瓦比推翻馬桑巴-代巴，成立剛果人民共和國；此时，由于拥有相近的意识形态，剛果人民共和國与中华人民共和国的关系更加紧密。1971年10月25日，在第26屆聯合國大會上，剛果人民共和國等23國还发起了「恢復中華人民共和國在聯合國的合法權利」議案，并最终通过，中華人民共和國也得以加入聯合國。马里安·恩古瓦比及其继任者若阿基姆·雍比-奥庞戈、德尼·萨苏-恩格索皆相当重视发展强化与中华人民共和国的外交关系；其中，萨苏更访华达15次，为出访中华人民共和国次数最多的外国国家元首之一。1983年1月，中国国务院总理赵紫阳也出访了刚果人民共和国，开启了双边高层互访。
1991年，刚果人民共和国改行多黨制，并恢復國名「剛果共和國」，結束社會主義政治經濟體制。但刚果共和国仍然维持着与中华人民共和国友好的双边关系，中国国务院总理温家宝、中共中央总书记兼中国国家主席习近平也相继出访刚果共和国，加强了双边关系；此后，2016年，萨苏访华期间，两国同意建立中、刚“全面战略合作伙伴关系”。

## 經貿關係
中国、刚果两国政府于1978年9月重新签订双边贸易协定，其后更于1984年签署协定，成立中刚经济、贸易和技术混合委员会，截至2020年，混合委员会已经举行了十次会议；其后，两国政府于2000年签订的投资促进和保护协定、2018年共建“一带一路”谅解备忘录和避免双重征税协定等協議，也為兩國貿易關係的加強提供了法理依據。:30
自2003年起，中國开始向刚果共和国直接进口原油，双边贸易额由此得到了迅速增长；截至2006年，双边贸易已经突破30亿美元大关。:31截至2022年，中、刚双边贸易额达到65.7亿美元，同比2021年增长了22%，其中中国向刚果出口9.8亿美元，主要出口机电、纺织服装和高新技术产品等商品；刚果则向中国出口了55.9亿美元，主要出口原油和木材等原料产品。在投资上，中国已經與法國、美国等國一道，成為刚果最大的投資來源國之一，至2020年，中资企业对刚果的直接投资累计11.3亿美元。:31

## 人文交流

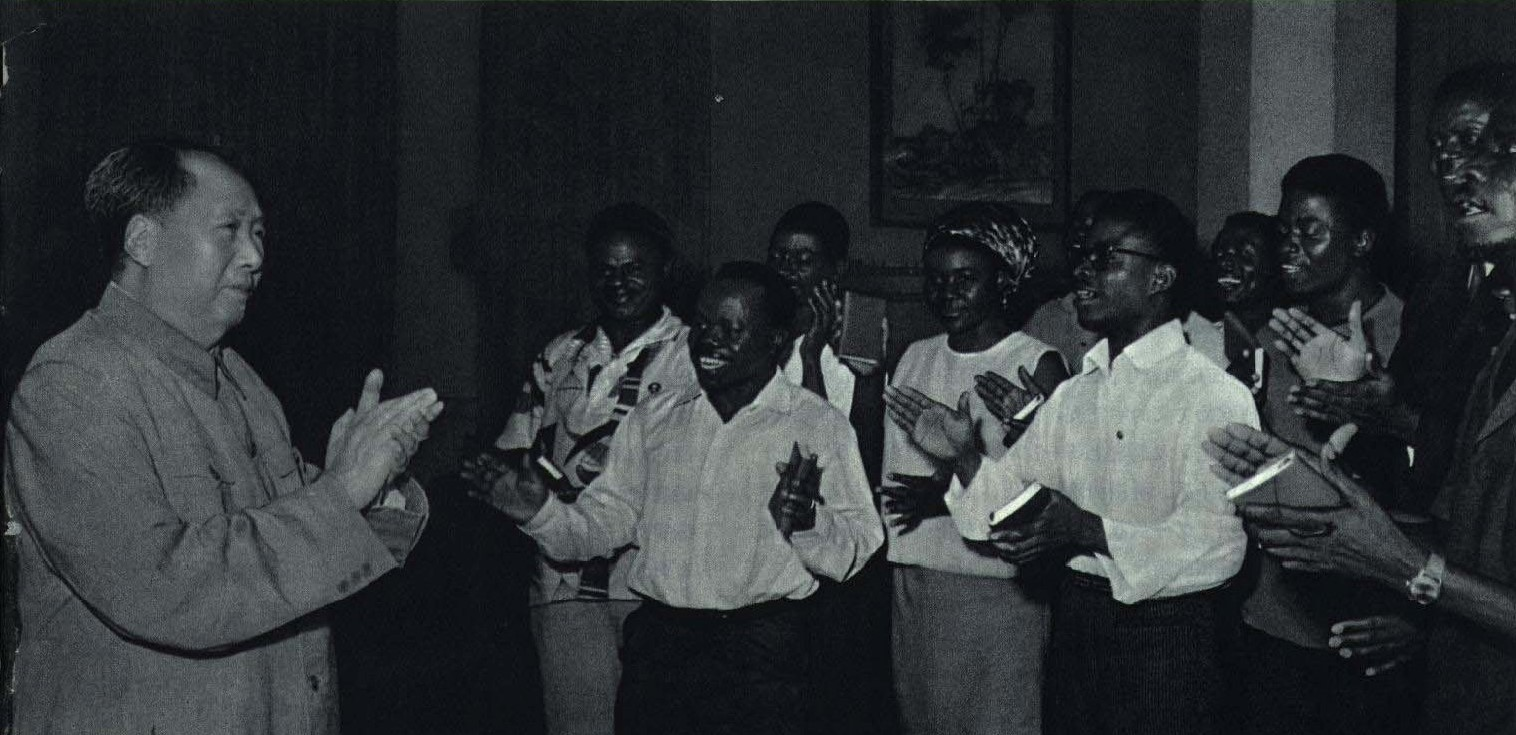
1967年，中国共产党主席毛泽东会见刚果留学生

中华人民共和国致力于发展与刚果共和国的公共外交联系；刚果首都、第一大海港城市黑角分别与中国长沙市、大连市缔结了國際友好城市，其中，1982年与长沙成为友城的布拉柴维尔更是中国在非洲的首对友好城市。
在艺文领域，中国曾派遣杂技团、艺术团、足球队、篮球队等艺文团体访问刚果；在教育领域，自1975年起，中國政府每年都向剛果提供高等學校獎學金名額，一些刚果留学生曾在中国留学；截至2021年，已经有超过2000名刚果留学生在中国接受深造。:101970年至1997年間，中國曾向剛果派出中學和大學教師80餘人次，其后因该国内战停派。20世纪70年代以后，刚果的高级中学及大学开始将汉语作为第二外语教授，2012年，刚果共和国最高学府恩古瓦比大学更与中国济南大学合办了该国首所孔子学院。
刚果共和国已为中国在非洲的传统受援国，自邦交建立以来，中国为刚果提供了物资、技术合作、成套项目等人道主义援助。恩古瓦比大学图书馆、中刚友好医院、新议会大厦等皆由中国修筑。:29中國自1967年起向剛果派遣醫療隊，1997年因為该国内战撤回，1999年復派；至2022年，已经派出29批超过900人次。中国青海省玉树州发生强烈地震后，刚果共和国在玉树地震灾区称多县捐建了文乐孤儿学校，后来更名为中刚友谊小学。